# Almofala e Escarigo
Almofala e Escarigo (oficialmente União das Freguesias de Almofala e Escarigo) é uma freguesia portuguesa do município de Figueira de Castelo Rodrigo, com 47,34 km² de área e 180 habitantes (censo de 2021). A sua densidade populacional é 3,8 hab./km².

## História
Foi constituída em 2013, no âmbito de uma reforma administrativa nacional, pela agregação das antigas freguesias de Almofala e Escarigo e tem a sede em Almofala.

## Demografia
A população registada nos censos foi:
| Distribuição da População por Grupos Etários | Distribuição da População por Grupos Etários | Distribuição da População por Grupos Etários | Distribuição da População por Grupos Etários | Distribuição da População por Grupos Etários | Distribuição da População por Grupos Etários |
| -------------------------------------------- | -------------------------------------------- | -------------------------------------------- | -------------------------------------------- | -------------------------------------------- | -------------------------------------------- |
| Antes da agregação                           |                                              |                                              |                                              |                                              |                                              |
| Ano                                          | 0-14 anos                                    | 15-24 anos                                   | 25-64 anos                                   | >= 65 anos                                   | Total                                        |
| 2001                                         | 26                                           | 38                                           | 128                                          | 182                                          | 374                                          |
| 2011                                         | 16                                           | 12                                           | 107                                          | 145                                          | 280                                          |
| Após a agregação                             |                                              |                                              |                                              |                                              |                                              |
| Ano                                          | 0-14 anos                                    | 15-24 anos                                   | 25-64 anos                                   | >= 65 anos                                   | Total                                        |
| 2021                                         | 12                                           | 5                                            | 53                                           | 110                                          | 180                                          |